# Scopula canthema
Scopula canthema är en fjärilsart som beskrevs av William Schaus 1901. Scopula canthema ingår i släktet Scopula och familjen mätare. Inga underarter finns listade.